# Air Service Plus
Air Service Plus era una compagnia aerea a basso costo italiana con sede a Pescara, in Abruzzo. Operava voli verso destinazioni in Europa. I voli di Air Service Plus erano operati da Axis Airways, una compagnia aerea francese. L'hub principale della compagnia era situato presso l'Aeroporto di Pescara. Nel 2014, Air Service Plus è stata interamente acquisita da Axis Airways.

## Storia
Air Service Plus iniziò a operare voli low cost collegando Pescara all'Aeroporto di Parigi Charles de Gaulle nel 2003, aprendo poi un'altra rotta verso l'Aeroporto di Charleroi-Bruxelles Sud nel 2004. Nel 2005, Air Service Plus inaugurò nuove rotte da Pescara a Zurigo e da Perugia a Parigi. Sempre nel 2005, Air Service Plus trasportò oltre 65.000 passeggeri, rendendo Pescara e l'Abruzzo mete turistiche popolari tra i turisti francesi e belgi.